# M84
M84 (NGC 4374) е лещовидна галактика, разположена по посока на съзведието Дева., на разстояние 64 млн. св.г. от Земята. М84 се намира в гъсто населения галактичен свръхкуп в Дева.
Радионаблюдения и данни от Космическия телескоп Хъбъл разкриват струи от материя, изхвърлени от ядрото на галактиката, както и материя, близо до ядрото на галактиката, с голям момент на импулса, което показва, че вероятно в ядрото се намира свръхмасивна черна дупка, с маса от порядъка на 1,8 ×109 слънчеви маси.
Галактиката е открита от Шарл Месие през 1781  при търсене за мъгляви обекти в тази област от небето.
В галактиката са наблюдавани две свръхнови: SN 1957 and SN 1991bg.. Възможно е и трета свръхнова да е избухнала в галактиката, но нейната „собственост“ си оспорват М86 и NGC4387.